# 済衆院 (小説)
『済衆院』（チェジュンウォン、ハングル: 제중원）は、韓国の脚本家・小説家イ・ギウォンが2009年に発表した小説作品。

## 作品

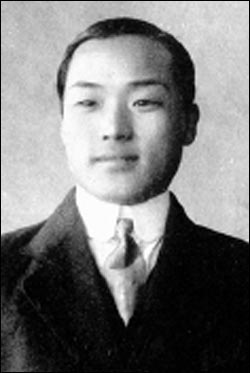
主人公ファン・ジョンのモデルとなった朴瑞陽。

旧韓末期、当時の最下層の身分であった白丁出身の主人公ファン・ジョンが、様々な困難を乗り越え済衆院で西洋医学を学び医師となる姿が描かれている。実際に白丁出身で済衆院を卒業し、朝鮮半島初の西洋医学を学んだ医師のひとりとなった朴瑞陽が主人公のモデル。

### 成立・背景
イ・ギウォンは2007年に『白い巨塔』の脚本を担当、その際執筆の参考にするために医学を学んだ。学びを深めていくうちに済衆院や朴瑞陽の存在を知った。
構想段階から、イ・ギウォンは小説と脚本の両方を書く事を念頭に置いていたという。まず小説の草稿を書き、次に脚本を書きながら新たに浮かんだアイディアを脚本だけでなく小説草稿に加えたり、逆に小説草稿中のエピソードを脚本中に加えたりと、双方の原稿に「追加補完」をして完成させた。完成させるまでに約2年かかったと2012年に行われたインタビューで述べている。

## 書誌情報
サムソン出版社刊行、全2巻。
- 『済衆院 1』 ISBN 978-8915071032
- 『済衆院 2』 ISBN 978-8915071049

## テレビドラマ
SBS月火ドラマの枠にて2010年1月4日から同年5月4日まで放送された。全36話。制作にあたり延世大学校セブランス病院が協力し、同大教授で当時トンウン医学博物館館長の地位にあった朴瀅雨がアドバイザーとして参加した。
視聴率は同時間帯に他局で放送された『ドラゴン桜』や『パスタ』等に押され10パーセント台となったが、作品自体を高く評価する意見が、脚本家キム・スヒョンを含む複数の方面から提示されている。また放送期間中、番組公式サイトを通じてイ・ギウォンや演出を担当したホン・チャンウク、更にはヒロイン、ユ・ソンナン役を演じたハン・ヘジンから「視聴率に一喜一憂しない」という異例の声明がなされたりもしている。

### 作品

#### キャスティング
出演者については監督のホン・チャンウクや原作・脚本のイ・ギウォンをはじめとするスタッフ陣で各役ごとに演じさせたい俳優を1位から5位まで決めた後、俳優陣のスケジュールをチェックした上で問題のない俳優にオファーをする形を取った。
ペク・トヤン役のヨン・ジョンフンについてはイ・ギウォンが「『白い巨塔』で主人公を演じたキム・ミョンミンの役割を再現させてほしい」とミーティングの席上で直接依頼、ヨン・ジョンフンは悩んだ末出演を受諾した。『朱蒙』以来3年ぶりに時代劇に出演する事となったユ・ソンナン役のハン・ヘジンについてはホン・チャンウクが「ソンナンにぴったりだ」と評した。ファン・ジョン役のパク・ヨンウは同作品の企画がある事を知って自ら出演を希望する旨を訴えてきたと、イ・ギウォンがインタビューで明かしている。
オ・チュンファン役を演じたクォン・ヘヒョの出演が一時危ぶまれた。収録中、2008年の狂牛病問題を批判するデモに参加していた事を理由に大韓民国国家情報院がクォン・ヘヒョを出演させないようにとSBSの局長のひとりを通す形で圧力をかけてきた事を、監督だったホン・チャンウクは2017年9月にメディアに明かしている。ホン・チャンウクは「熱心に演技に取り組んでいて、犯罪・スキャンダルに手を染めた訳でもない俳優を理由なく外す事はできない」と主張、この局長と議論を重ねた。最終的にクォン・ヘヒョは同作品に出演する事ができた。

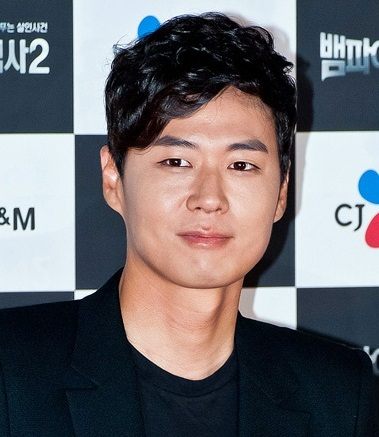
ペク・トヤン役のヨン・ジョンフン
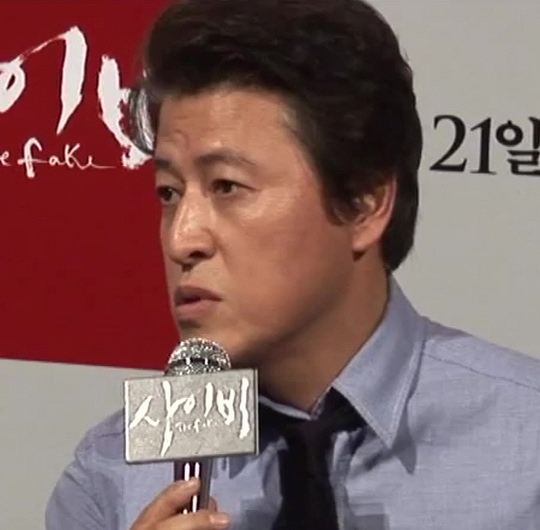
オ・チュンファン役のクォン・ヘヒョ

#### ロケーション

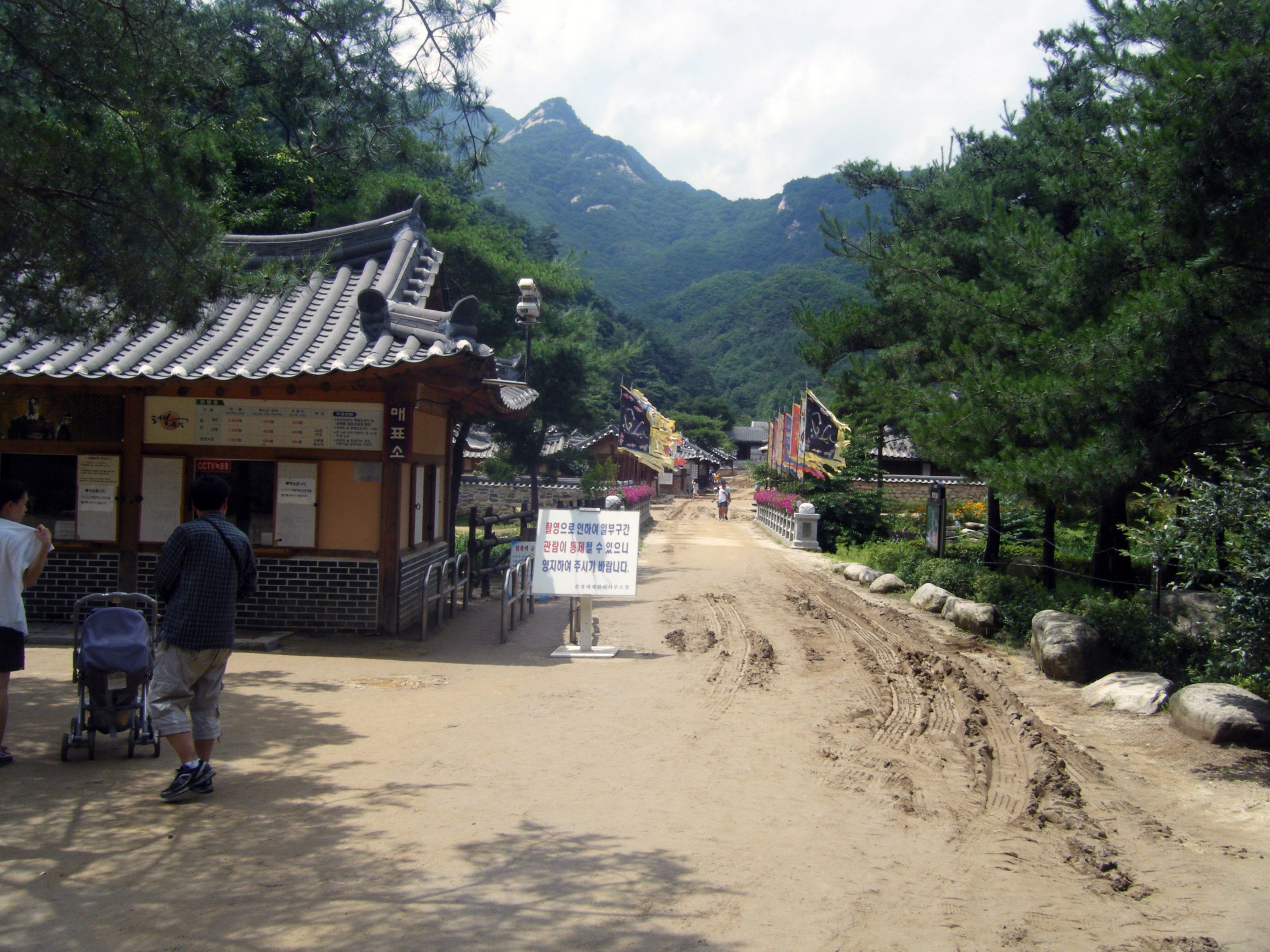
聞慶セジェオープン撮影セット場入口

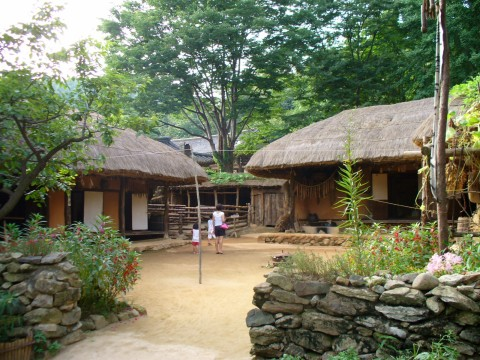
韓国民族村

以下の施設がロケ地として用いられている:
- 聞慶セジェ（朝鮮語版）オープン撮影セット場[13]（慶尚北道聞慶市）
- 韓国ソンビ文化苑[14]（慶尚北道栄州市）
- 韓国民俗村（京畿道龍仁市）[15]

### キャスト
登場人物は、個別に注釈のある場合を除きに基づく: 

### エピソード
エピソードは、個別に注釈がある場合を除きに基づく:

### 音楽
| #         | タイトル                                                                | 作詞・作曲     |      |
| --------- | ----------------------------------------------------------------------- | -------------- | ---- |
| 1.        | 「Title Prologue」                                                      | V. A.          |      |
| 2.        | 「カリョジン・アプム」(가려진 아픔)                                     | チョ・グァヌ   |      |
| 3.        | 「サルジャナ」(살잖아)                                                  | チャン・ヘジン |      |
| 4.        | 「恨月歌」(한월가)                                                      | パク・ヨンウ   |      |
| 5.        | 「ナ・パラム・クデ」(나 바람 그대)                                      | パク・テジン   |      |
| 6.        | 「サラギ・イロッコ」(사랑이 이렇게)                                     | ヤン・ウンソン |      |
| 7.        | 「ク・サラム」(그 사람)                                                 | パク・サンウ   |      |
| 8.        | 「セッカマッケ」(새까맣게)                                              | チョン・ダンビ |      |
| 9.        | 「ノヌン・オディエ」(너는 어디에)                                       | キム・イェスル |      |
| 10.       | 「セサゲ・チュンシメソ・ナルル・ウェチダ」(세상의 중심에서 나를 외치다) | JUST           |      |
| 11.       | 「ノ・アニミョン」(너 아니면)                                           | チ・ソリョン   |      |
| 12.       | 「恨月歌」(한월가)                                                      | ソジン         |      |
| 13.       | 「クァンヤ 1」(광야 1)                                                  | V. A.          |      |
| 14.       | 「Purity」                                                              | V. A.          |      |
| 15.       | 「Passion」                                                             | V. A.          |      |
| 16.       | 「ナビエ・チュム」(나비의 춤)                                           | V. A.          |      |
| 17.       | 「ヒマンゲ・ナラ」(희망의 나라)                                         | V. A.          |      |
| 合計時間: | 合計時間:                                                               | 合計時間:      | 0:00 |

### 反応
1月4日に放送された第1話では15.1パーセント（AGBニールセン）を記録し、同時間帯で地上波3局中1位を記録したが、翌1月5日にはKBS制作の『ドラゴン桜〈韓国版〉』に追い抜かれ2位となった。1月4日に放送開始した4作品（『済衆院』、『ドラゴン桜』、『パスタ』、『星をとって』）中唯一視聴率を下げている。3月に『パスタ』が放送終了してから視聴率は上昇し、3月16日放送の第22話では16.5パーセント（同）を記録したものの以後は視聴率は下がり続け、4月27日放送の第34話では10パーセントを切った。結局視聴率は回復することなく、5月4日放送の最終話では9.9パーセントを記録した。
低視聴率にもかかわらず作品そのものに対する評価は悪いものではなく、インターネットメディアOSENの記者ポン・ジュニョンによる視聴率低下を残念がるコメントがメディア上に登場。続いて夕刊紙アジア経済新聞の記者コ・ジェワンは「しっかりとしたストーリー」を作り上げたイ・ギウォンと俳優陣の演技を評価する旨を記事中に記している。
4月になると脚本家のキム・スヒョンがTwitter上にてファンと語り合う最中に同作品を視聴している事を公表した。キム・スヒョンは作品中で用いられている衣装のカラフルさについては批判的ではあるものの脚本の出来を賞讃し、「何故このドラマをあまり見ないのですか?」と問いかけ、同作品への注目が少ない事への疑問を呈した。結局低視聴率のまま終了したが、放送終了翌日、毎日経済新聞記者のチン・ヒョンヒは「真情性（切ない情感の意）のこもったドラマ」と、同作品を評価する意見を記事中にて表明した。

#### 受賞歴
2010年度SBS演技大賞では賞レースに絡む事は殆どなく、ユ・ソンナン役を演じたハン・ヘジンがプロデューサー賞を受賞したのみであった。
| 年度 | 賞          | 部門             | 対象者       | 結果 | 出典   |
| ---- | ----------- | ---------------- | ------------ | ---- | ------ |
| 2010 | SBS演技大賞 | プロデューサー賞 | ハン・ヘジン | 受賞 | [ 40 ] |

### 韓国国外での放送
- 日本 - 2010年5月16日よりCS局KNTVにて放送開始[41]。
- 香港 - 2011年3月14日より濟眾院のタイトルで、CS局有線電視系チャンネル有線娯楽台（中国語版）にて放送開始。
- タイ - 2012年5月30日よりเจจุงวอน ตำนานแพทย์แห่งโชซอนのタイトルで、民放局チャンネル3にて放送開始。

### 関連商品

#### DVD・BD
韓国版DVD-BOXは2010年7月にSBSコンテンツハブから全2巻、日本版DVD-BOXは2010年9月から11月にかけてワーナー・ホーム・ビデオよりコレクターズ・ボックス版が全3巻で発売された。

#### CD
韓国版サウンドトラックCDは2010年1月、シクスティーンメディアより発売された。

## 文献
1. ↑  최영철 제중원 ‘황정’의 실존인물 ‘박서양’을 아십니까? （朝鮮語） 週刊東亜 2010.1.26付記事 p.1
2. 1 2 3 4 5 6  이지은 '제중원' 준비 중인 '하얀거탑' 작가 인터뷰 （朝鮮語） 中央日報 2009.8.12付記事
3. ↑  진향희 '하얀거탑' '제중원' 이기원 작가 “대한민국에서 드라마 작가로 산다는 것은… （朝鮮語） スタートゥデイ 2010.8.7付記事、2012.3.27修正
4. ↑  김태은 ‘제중원’ 효시, 서울대·연대 이어 계명대도? （朝鮮語） マネートゥデイ 2010.3.3付記事
5. ↑  봉준영 '제중원', 1위에서 꼴찌로…시청률 홀로 추락 （朝鮮語） 朝鮮日報 2010.1.6付記事（オリジナル: OSEN）
6. 1 2  이해완 김수현 작가, "제중원 시청률 왜 안오를까?"...'파스타' 혹평 （朝鮮語） 朝鮮日報 2010.4.2付記事（オリジナル: スポーツ朝鮮）
7. 1 2  진향희 '제중원', 시청률 보다 진정성으로 막 내렸다 （朝鮮語） 毎日経済新聞 2010.5.5付記事
8. ↑  봉준영 '제중원', 한혜진, "시청률에 흔들리지 않겠다" （朝鮮語） 朝鮮日報 2010.3.22付記事（オリジナル: OSEN）
9. ↑  ヨン・ジョンフン、旧韓末時代劇『済衆院』でお茶の間カムバック innolife 2009.8.4付記事
10. ↑  '제중원' 여주인공 한혜진 "신여성역에 매료" 聯合ニュース 2009.10.15付記事
11. ↑  하수영 ‘제중원’ PD “권해효 출연 배제 지시 실제 있었다” （朝鮮語） PDジャーナル 2017.9.19付記事
12. ↑  김수정 국정원 관리대상엔 SBS도… 김규리·권해효 출연 배제 요구 （朝鮮語） ノーカットニュース 2017.9.19付記事
13. ↑  최두선 ［로케이션 촬영 명과 암］‘모래시계’ 정동진ㆍ‘겨울연가’ 춘천 이어 ‘어벤져스’ 세빛섬까지 （朝鮮語） BIZENTER 2015.8.21付記事
14. ↑  김영탁 ［창간11주년 특집］거가 거가? ... TV 드라마 속 영주 （朝鮮語） 驪州市民新聞 2012.7.30付記事
15. ↑  임성균 ［★포토］SBS월화드라마 '제중원' 촬영현장 （朝鮮語） star.mt.co.kr 2010.3.19
16. ↑  등장인물 （朝鮮語） SBS公式サイト 2017.9.14 14:40 (UTC) 閲覧
17. ↑  제중원 출연/제작 （朝鮮語） Daum movie 2017.9.14 14:45 (UTC) 閲覧
18. 1 2  ホン・チャンウク『済衆院/チェジュンウォン コレクターズ・ボックス』vol. 1-3（ワーナー・ホーム・ビデオ 2010）
19. ↑  済衆院 過去のラインナップ 第24話 BS11 2017.9.29 22:15 (UTC) 閲覧
20. 1 2  済衆院 過去のラインナップ 第32話 BS11 2017.9.29 22:15 (UTC) 閲覧
21. ↑  천경진 “내가 조선의 국모다” ‘제중원’, 명성황후 시해사건..안방 ‘전율’ （朝鮮語） ezday.co.kr 2010.4.6付記事
22. ↑  이명주 ‘제중원’의 ‘日 앞잡이’ 윤서현, “악플이 무서워요” （朝鮮語） 朝鮮日報 2010.5.7付記事（オリジナル: OSEN）
23. ↑  済衆院 過去のラインナップ 第28話 BS11 2017.9.29 22:15 (UTC) 閲覧
24. 1 2 3 4  봉준영 '제중원' 개그맨 카메오 총출동, 오지헌-강성범-정종철 （朝鮮語） 朝鮮日報 2010.3.付記事（オリジナル: OSEN）
25. ↑  서울대 출신 이상윤, '제중원' 지석영으로 깜짝 변신 화제 （朝鮮語） 財経日報 2010.2.16日付記事
26. 1 2  봉준영 개그맨 오지헌-윤성호, '제중원' 카메오 출연...코믹만발 （朝鮮語） 朝鮮日報 2010.2.26付記事（オリジナル: OSEN）
27. ↑  김선영 제중원, 구한말 로맨스는 결실을 맺을 수 있을까? （朝鮮語） 韓国経済新聞 2010.4.19付記事
28. ↑  済衆院 過去のラインナップ 第22話、第23話 BS11 2017.10.28 04:25 (UTC) 閲覧
29. 1 2  고재완 이진-기태영, '제중원' 깜짝 출연 '눈길' （朝鮮語） アジア経済新聞 2010.03.16付記事
30. ↑  이진호 손현주 '제중원'에 깜짝 카메오 출연, 명품 연기 선보여 （朝鮮語） 朝鮮日報 2010.4.28付記事（オリジナル: スポーツ朝鮮）
31. ↑  제중원 다시보기 （朝鮮語） SBS公式サイト 2017.11.4 11:10 (UTC) 閲覧
32. ↑  済衆院 過去のラインナップ BS11 2017.11.4 11:10 (UTC) 閲覧
33. 1 2  제중원 시청률 daum movie 2017.11.4 10:10 (UTC) 閲覧
34. ↑  ‘제중원’ 도살장면 이어 대일본제국 발언 논란 （朝鮮語） 中央日報 2010.1.5付記事（オリジナル: NEWSEN）
35. ↑  지용진 월화드라마 삼국지 （朝鮮語） PDジャーナル 2010.1.13付記事
36. 1 2  봉준영 '제중원', 1위에서 꼴찌로…시청률 홀로 추락 （朝鮮語） 朝鮮日報 2010.1.6付記事（オリジナル: OSEN）
37. ↑  【視聴率】　『済衆院』、一ケタ視聴率でさびしく退場 innolife 2010.5.5付記事（オリジナル: アジア経済新聞）
38. ↑  고재완 ［월화극 중간점검］'제중원' 시청률 반등, 상승세 탄 이유 3가지 （朝鮮語） アジア経済新聞 2010.1.13付記事
39. ↑  최은영 김수현 작가 ’’제중원’ 호평, ’파스타’ 혹평’ （朝鮮語） イーデイリー 2010.4.1付記事
40. ↑  이정아 한혜진, SBS 연기대상 프로듀서상 "나얼씨와 기쁨 함께 하고파" （朝鮮語） 朝鮮日報 2011.1.1付記事
41. ↑  済衆院＜チェジュンウォン＞ KNTV公式サイト 2017.11.5 02:20 (UTC) 閲覧
42. ↑  제중원 VOL.1［SBS 드라마］ （朝鮮語） 教保文庫 2017.11.5 04:00 (UTC) 閲覧
43. ↑  제중원 VOL.2［SBS 드라마］ （朝鮮語） 教保文庫 2017.11.5 04:00 (UTC) 閲覧
44. ↑  제중원 OST （朝鮮語） Mnet 2017.11.5 03:55 (UTC) 閲覧